# Asphodelus
Els asfòdels (Asphodelus spp.) anomenats també en català porrassa, albó, calabuixa, caramuixa o gamó entre altres noms comuns, formen un gènere de plantes vivaces herbàcies, bianuals o perennes, distribuïdes naturalment des de la Macaronèsia fins a l'Índia presentant el seu màxim d'abundància a l'oest d'Europa (Nord d'Àfrica i península Ibèrica). S'han difós avui per tot el món com a plantes ornamentals, gràcies a les seves grans flors i la facilitat del seu cultiu, que requereix pocs nutrients, escassa humitat i molta llum. Algunes espècies com Asphodelus fistulosus s'han instal·lat com a espècies introduïdes a Amèrica del Nord, Austràlia i Nova Zelanda. Àdhuc les relacions d'Asphodelus amb els altres dos gèneres de la subfamília (Asphodeline i Eremurus) presenten centres de distribució francament separats.
En l'antiga Grècia, els asfòdels es col·locaven en la tomba dels morts i s'empraven en les cerimònies fúnebres, en la creença que facilitaven el trànsit dels difunts als camps Elisis, que es creia entapissats d'aquests.
En general formen una roseta de fulles llargues (fins a 30 cm) sobre una base de bulbs i diverses espècies produeixen tubercles. Des d'aquesta base, en la florida, generen un escap força alt sobre el que es forma una o diverses panícules. Les flors són formades per sis tèpals d'un color generalment blanquinós o rosat i sis estams. L'ovari és tricarpelar i els fruits que generen són càpsules que contenen una o diverses llavors.
Les espècies d'asfòdels són molt variables morfològicament incloent tant caràcters diferenciadors fàcilment identificables com la disposició i forma de les fulles, o l'aparença i guarniment de l'escap; com caràcters que requereixen un examen més detingut que sovint requerix instruments d'observació complexos com la forma dels bulbs, el periant, l'estigma, la seva germinació, el pol·len o el nombre cromosòmic.
Pel que fa a la vall de l'Ebre un estudi ha determinat la presència de quatre espècies: A. fistulosus, A. ayardii, A. cerasiferus, A. serotinus, tot i que sovint algunes poblacions de qualsevol d'aquestes quatre espècies poden ésser confoses amb A. tenuifolius.

## Espècies seleccionades
- Asphodelus acaulis
- Asphodelus aestivus
- Asphodelus albus
- Asphodelus ayardii
- Asphodelus bakeri
- Asphodelus bento-rainhae
- Asphodelus cerasiferus
- Asphodelus fistulosus
- Asphodelus gracilis
- Asphodelus lusitanicus
- Asphodelus macrocarpus
- Asphodelus ramosus
- Asphodelus refractus
- Asphodelus roseus
- Asphodelus serotinus
- Asphodelus tenuifolius
- Asphodelus villarsii
- Asphodelus viscidulus